# Herbert Connor
Herbert Connor (* 5. Dezember 1907 in Berlin; † 16. Januar 1983 in Stockholm, Schweden) war ein deutsch-schwedischer Journalist, Sachbuchautor, Musikkritiker, Musik-Schriftsteller und Musikpädagoge.
Sein Werdegang als Journalist und Musikkritiker begann etwa 1925 bei der Berliner Börsen-Zeitung, während er am Stern’schen Konservatorium von Gustav Hollaender in Berlin-Charlottenburg bei Alexander von Fielitz Musik studierte. Connor hatte teils schwedische und jüdische Vorfahren, war jedoch von der deutschen Kultur und säkular geprägt.
Etwa zu seiner Ausbildungszeit am Konservatorium studierten dort auch Moses Pergament (1883–1977) und Kurt Bendix (1904–1992). Ab 1930 übernahm der mit den Nationalsozialisten sympathisierende Paul Graener die Leitung des Konservatoriums, der seit 1929 Mitglied des Kampfbundes für deutsche Kultur war. Am 8. Februar 1933 störte dieser mit einigen anderen ein Konzert von Michael Jary, indem er diesen ausbuhte und sein Werk als „kulturbolschewistisches Musikgestammel eines polnischen Juden“ abqualifizierte. Für Connor war dies ein Hinweis auf eine Entwicklung, die auch an ihm nicht spurlos vorübergehen sollte. Nachdem die Nationalsozialisten zunehmend Macht ausübten, verlor Connor noch 1933 seine Stellung bei der Berliner Börsen-Zeitung, weil er jüdische Vorfahren hatte. Durch Hilfe von Bekannten konnte er vorläufig als Ghostwriter arbeiten, blieb demzufolge anonym im Hintergrund. Aufgrund seiner jüdischen Herkunft wurde er Anfang 1935 von der Reichskulturkammer (RKK) ausgeschlossen.
Am 18. April 1935 floh er nach Dänemark, wo er sich Mitte Mai mit seiner Verlobten Elsbeth Kempf treffen konnte, die er im Oktober in Dänemark heiratete, nachdem dies in Deutschland aufgrund der im September verkündeten Nürnberger Gesetze nicht mehr möglich gewesen wäre. Finanzielle Unterstützung erhielt Connor durch das Niels Bohr-Komitee, da er durch seine Tätigkeit als privater Deutsch-Lehrer in Kopenhagen nicht genügend Einkommen für den Lebensunterhalt erzielen konnte. Er nahm daher Kontakt zu schwedischen Volksbildungsbehörden auf, um möglicherweise dort eine den Lebensunterhalt sichernde Tätigkeit ausüben zu können. Zwischen November 1935 und März 1937 konnte er in Schweden eine Vielzahl von Vorträgen im Rahmen der musikalischen Volksbildung halten, bei Musik- und Kulturabenden.
Ab 1940 arbeitete Connor als Journalist für die schwedische Zeitschrift Vår Sång – Tidskrift för det folkliga musiklivet, zwischen 1945 und 1953 war er dort Redakteur. Von 1948 bis 1950 war Connor Sekretär des Komitees für Musikbildung in Stockholm. Ab September 1954 war er an der Musikschule tätig, von 1958 bis 1964 übte er die Funktion des Rektors der Jugendmusikschule Stockholm aus. Ab 1963 war er Redakteur für kulturelle Fragen des Schwedischen Pressedienstes, einer Nachrichtenagentur. Ab 1964 war Connor als Journalist, Musikkritiker und Kulturredakteur für Radio Schweden tätig, wo er u. a. für die Musikprogramme der Auslandsprogramme zuständig war.
Nach Deutschland wollte er nach dem Zweiten Weltkrieg aus Abneigung nicht mehr zurückkehren.